# Wojciech Sękowski
Wojciech Sękowski herbu Prawdzic (zm. w 1625 roku) –  stolnik ciechanowski w 1613 roku, sekretarz królewski i  pisarz królewski w latach 1592-1613, pisarz kancelarii mniejszej koronnej w 1591 roku, starosta mławski na początku XVII wieku.